# Ryuji Ito
Ryuji Ito (伊藤 竜司 Itō Ryūji?, nacido el 23 de julio de 1990 en Tokio) es un futbolista japonés que se desempeña como defensa.

## Trayectoria

### Clubes
| Club                | País  | Año         |
| ------------------- | ----- | ----------- |
| Yokohama FC         | Japón | 2009 - 2010 |
| FC Ryukyu           | Japón | 2010 - 2011 |
| Matsumoto Yamaga FC | Japón | 2012        |
| FC Ryukyu           | Japón | 2013        |
| Fujieda MYFC        | Japón | 2014        |
| Tokyo 23 FC         | Japón | 2014 - 2016 |
| Fujieda MYFC        | Japón | 2017        |

## Estadística de carrera

### J. League
| Club                | Año   | J. League | J. League | Copa J. League | Copa J. League | Total | Total |
| Club                | Año   | Part.     | Goles     | Part.          | Goles          | Part. | Goles |
| ------------------- | ----- | --------- | --------- | -------------- | -------------- | ----- | ----- |
| Yokohama FC         | 2009  | 0         | 0         | -              | -              | 0     | 0     |
| Yokohama FC         | 2010  | 0         | 0         | -              | -              | 0     | 0     |
| Matsumoto Yamaga FC | 2012  | 3         | 0         | -              | -              | 3     | 0     |
| Fujieda MYFC        | 2014  | 0         | 0         | -              | -              | 0     | 0     |
| Fujieda MYFC        | 2017  | 3         | 0         | -              | -              | 3     | 0     |
| Total               | Total | 6         | 0         | 0              | 0              | 6     | 0     |